# Długołęka (województwo podlaskie)
Długołęka – wieś w Polsce, położona w województwie podlaskim, w powiecie monieckim, w gminie Krypno.
| SIMC    | Nazwa    | Rodzaj    |
| ------- | -------- | --------- |
| 0032968 | Paryż    | część wsi |
| 0032974 | Warszawa | część wsi |

W latach 1954–1968 wieś należała i była siedzibą władz gromady Długołęka, po jej zniesieniu w gromadzie Krypno. W latach 1975–1998 wieś administracyjnie należała do województwa białostockiego.
Wieś duchowna, własność probostwa knyszyńskiego, położona była w 1575 roku w powiecie tykocińskim w ziemi bielskiej województwa podlaskiego. Wieś królewska (sioło), należąca do wójtostwa długołęckiego starostwa knyszyńskiego w 1602 roku, położona była w 1795 roku w ziemi bielskiej województwa podlaskiego.
W 1929 r. zamieszkiwało wieś 930 mieszkańców. Był jeden wiatrak.
Wierni kościoła rzymskokatolickiego należą do parafii Narodzenia Najświętszej Maryi Panny w Krypnie.